# صندوق محمد بن زايد للمحافظة على الكائنات الحية
صندوق محمد بن زايد للمحافظة على الكائنات الحية هو وقف يشجع الحفاظ على الأنواع في جميع أنحاء العالم ويرأسه محمد بن زايد آل نهيان، الحاكم الحالي لأبو ظبي ورئيس دولة الإمارات العربية المتحدة. تأسس الصندوق في أكتوبر 2008 وأصبح نشطًا في يناير 2009. كان لديها وقف أولي قدره 25 مليون يورو. تصرف عائدات الوقف إلى مشاريع الحفاظ على أنواع الحيوانات والنباتات والفطريات المهددة والمهددة بالانقراض في جميع أنحاء العالم. وقدمت أكثر من 2.4 مليون دولار في عام 2010 إلى 214 مشروعًا في حوالي 80 دولة. ومنذ عام 2009 إلى صيف 2019، دعم صندوق محمد بن زايد 1982 مشروعًا بقيمة 18.5 مليون دولار في أكثر من 150 دولة. تقدم طلبات المنح وإدارتها من خلال الموق الإلكتروني، وتراجع الطلبات ثلاث مرات سنويًا من قبل مجلس مستقل من المستشارين الذين يقدمون توصيات التمويل إلى مجلس إدارة صندوق محمد بن زايد.
يقبل صندوق محمد بن زايد طلبات المنح التي تطلب أقل من 25 ألف دولار سنويًا للمشاريع التي تشارك في العمل المباشر على الأرض والحفاظ على الأنواع. والصندوق مهتمًا بالطلبات المقدمة من أي بلد ولأي نوع من الأنواع (البرمائيات والطيور واللافقاريات والأسماك والفطريات والثدييات والنباتات والزواحف)، وخاصة تلك المهددة ولكنها لا تحظى عادة باهتمام الحفاظ على البيئة.

## تسليط الضوء
وحتى سبتمبر 2019، دعم صندوق محمد بن زايد للمحافظة على الكائنات الحية 1982 مشروعًا بقيمة 18.5 مليون دولار. وعلى مدى السنوات العديدة الماضية، قدم الصندوق ما متوسطه 1.5 مليون دولار إضافية كل عام لما يصل إلى 200 مشروع. هناك العديد من الأمثلة على المستفيدين من المنح الذين أعادوا اكتشاف الأنواع "المفقودة" بما في ذلك نوع الضفادع في زيمبابوي المعروفة باسم Cave Squeaker ( Arthroleptis troglodytes) والتي لم تُرى منذ 55 عامًا، وأفعى كروبان ( Corallus Cropanii ) في البرازيل والتي لم تُرى منذ 64 عامًا.
اكتشف العديد من الحاصلين على المنح أنواعًا "جديدة" بما في ذلك سحلية الخشب من خلال دعم الصندوق للبعثات الاستكشافية التي أدت إلى اكتشاف هذا النوع في متنزه كورديليرا أزول الوطني في بيرو؛ وفي عام 2017، نوع نوع نادر ومهيب من شجرة القيقب وسمي بـ قيقب بن زايد [الإنجليزية] من خلال دعم الصندوق وموجود في غابة خاليسكو السحابية الجبلية في غرب المكسيك.